# Rudolf III. von Sulz

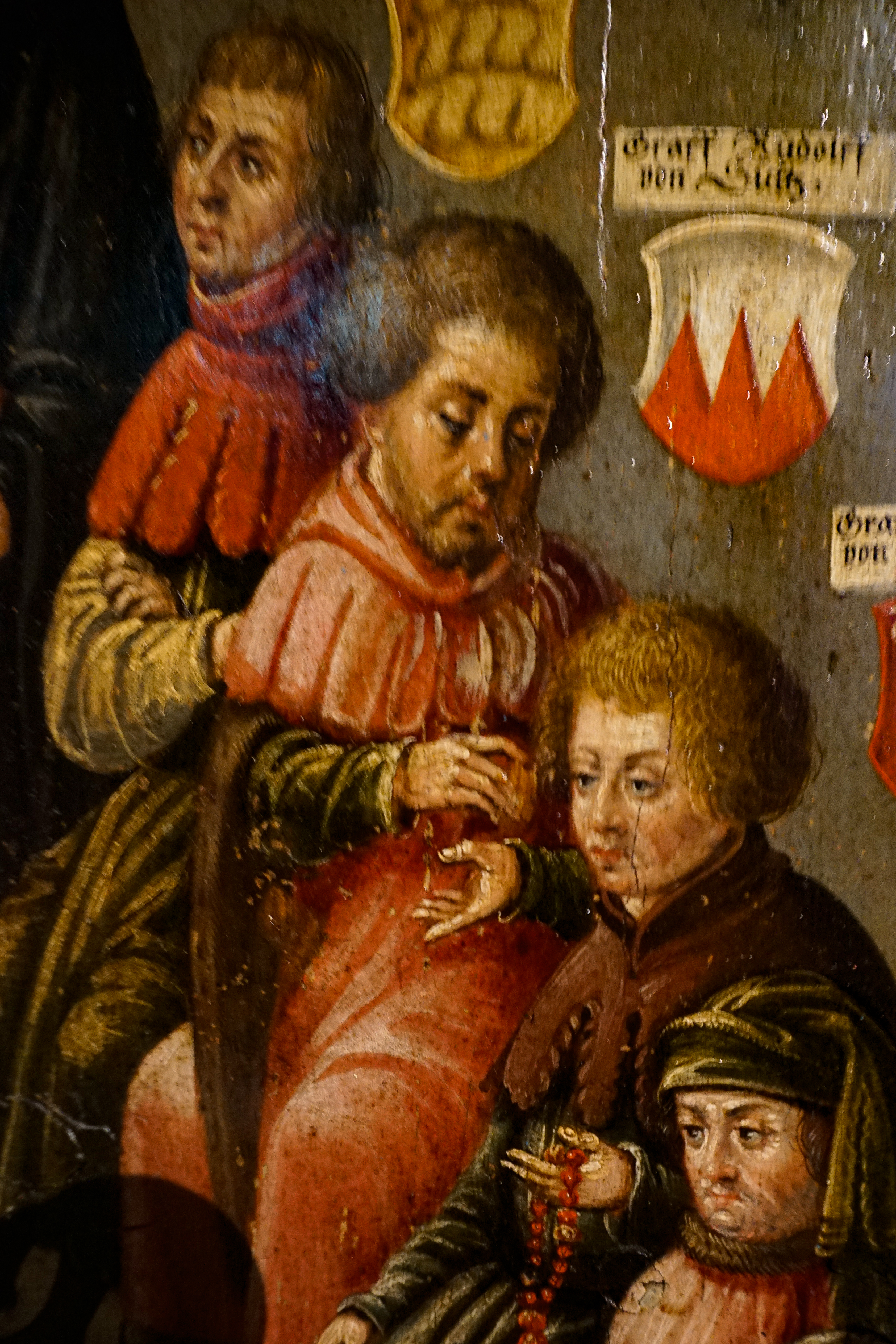
Graf Rudolf von Sulz mit Rosenkranz, neben dem schnupfenden Graf Eberhard von Nellenburg. (Landesmuseum Württemberg)

Rudolf III. von Sulz (* vor 1390; † 1431 vermutlich auf der Burg Balm) aus dem Geschlecht der Grafen von Sulz war seit 1410 Graf der Landgrafschaft Klettgau und Herr zu Rotenberg.

## Leben
Rudolf war ein Sohn des Hermann von Sulz und heiratete gemäß Ehekontrakt vom 6. Juli 1408, der „nach zwei Jahren die wirkliche Vermählung der Brautleute vorsah“, 1410 die Erbtochter des Graf Johann von Habsburg, Ursula von Habsburg-Laufenburg (* um 1390; † 1460 in Waldshut). Die Eheschließung bewirkte dann den Übergang der Landgrafschaft an Rudolf von Sulz.
Sie hinterließen folgende Kinder:
- Johann II. (* um 1412/14 † 16. Dezember 1484), Erbhofrichter am Hofgericht Rottweil von 1434 bis 1484; ⚭ Bertha von Höwen († 20. April 1514 in Straßburg)
- Rudolf IV. (* um 1418 † 1487) ⚭ Margaretha von Limpurg-Gaildorf, Tochter des Conrad IV. von Limpurg-Gaildorf (* 1395) und ⚭ (20. September 1439) Clara von Montfort
- Agnes von Sulz (* 1409; † 6. Februar 1484 im Damenstift Säckingen)
- Margarethe von Sulz ⚭ Jörg von Rhäzüns
- Alwig X. von Sulz, (auch Alwig der VIII.), († 1493) ⚭ Verena von Brandis (1452–1507), Tochter von Freiherr Ulrich II. von Brandis und Praxedis von Helfenstein, ihre Söhne waren:
  - Rudolf V. von Sulz
  - Junker Wolf Hermann von Sulz (urk. 1491–1528), Kommandant der Küssaburg

### Konflikt um Rheinau
Die nicht im Ehekontrakt enthaltene Schirmvogtei des Klosters Rheinau wurde zum Ausgangspunkt eines Streits: „Graf Herman hielt seinen Sohn als Erben von Habsburg-Laufenburg für hinlänglich berechtigt, das Amt anzusprechen, das Gotteshaus dagegen übertrug es an den Herzog von Österreich.“ Dieser Zwiespalt führte zu einer langwierigen Auseinandersetzung, die Graf Hermann auch gewalttätig führte, Rudolf war dabei nur Zuschauer. Letztlich führte der Konflikt zur Zerstörung der Burg Balm.

### Ende der Burg Balm
Rudolf III. lebte auf der Burg Balm mit seiner Frau Ursula und drei Söhnen (Johann, Rudolf und Alwig) bis zu seinem frühen Tod. Die Gräfin Ursula und die unmündigen Söhne Ludwig und Alwig lebten dort bis zur Zerstörung der Burg und der vorübergehenden Gefangennahme durch die Schaffhauser 1449. Schaffhausen zahlte auf kaiserlichen Druck später als Entschädigung dafür zehntausend Gulden, bestand jedoch erfolgreich darauf, dass die Burg Balm nie mehr neu erbaut werden durfte. Gräfin Ursula wohnte bis zu ihrem Tod (1460) in Waldshut.